# Article 77 de la Constitution de la Cinquième République française
Article 76 Article 78
 Abrogé
L'article 77 de la Constitution de la Cinquième République française, établi en 1998 et modifié en 2007, précise les modalités de mise en œuvre de l'accord de Nouméa du 5 mai 1998, qui organise le transfert de certaines compétences de la France vers la Nouvelle-Calédonie et prévoit la tenue de jusqu'à trois scrutins d'autodétermination. Ils se sont tenus en 2018, en 2020 et en 2021 et se sont tous les 3 conclus par une défaite des indépendantistes. Le dernier a été boycotté par les indépendantistes.

## Texte de l'article
« Après approbation de l'accord lors de la consultation prévue à l'article 76, la loi organique, prise après avis de l'assemblée délibérante de la Nouvelle-Calédonie, détermine, pour assurer l'évolution de la Nouvelle-Calédonie dans le respect des orientations définies par cet accord et selon les modalités nécessaires à sa mise en œuvre :

- les compétences de l'État qui seront transférées, de façon définitive, aux institutions de la Nouvelle-Calédonie, l'échelonnement et les modalités de ces transferts, ainsi que la répartition des charges résultant de ceux-ci ;

- les règles d'organisation et de fonctionnement des institutions de la Nouvelle-Calédonie et notamment les conditions dans lesquelles certaines catégories d'actes de l'assemblée délibérante de la Nouvelle-Calédonie pourront être soumises avant publication au contrôle du Conseil constitutionnel ;

- les règles relatives à la citoyenneté, au régime électoral, à l'emploi et au statut civil coutumier ;

- les conditions et les délais dans lesquels les populations intéressées de la Nouvelle-Calédonie seront amenées à se prononcer sur l'accession à la pleine souveraineté.

Les autres mesures nécessaires à la mise en œuvre de l'accord mentionné à l'article 76 sont définies par la loi.

Pour la définition du corps électoral appelé à élire les membres des assemblées délibérantes de la Nouvelle-Calédonie et des provinces, le tableau auquel se réfèrent l'accord mentionné à l'article 76 et les articles 188 et 189 de la loi organique no 99-209 du 19 mars 1999 relative à la Nouvelle-Calédonie est le tableau dressé à l'occasion du scrutin prévu audit article 76 et comprenant les personnes non admises à y participer. »
— Article 77 de la Constitution du 4 octobre 1958

## Texte d'application prévu par cet article
- Loi organique no 99-209  du 19 mars 1999 relative à la Nouvelle-Calédonie
- Décret no 2018-457 du 6 juin 2018 portant convocation des électeurs et organisation de la consultation sur l'accession à la pleine souveraineté de la Nouvelle-Calédonie

## Ancienne version
Dans la rédaction originale de la Constitution et jusqu’en 1995, il existait un article 77 relatif à la Communauté française.